# یوسف الرواشده
یوسف الرواشده (انگلیسی: Yusuf Al-Rawashdeh؛ زاده ۱۴ مارس ۱۹۹۰) یک بازیکن فوتبال اهل اردن است.
وی همچنین در تیم ملی فوتبال اردن بازی کرده‌است.